# Хмели-Сунели (группа)
«Хмели-сунели» — музыкальная группа из Перми, существовавшая с 1994 по 1999 год, проект Евгения Чичерина.

## История
Евгений Чичерин, Алексей Утемов и Лена Ипанова познакомились в 1994 году на международном джазовом фестивале «Звездный Дождь», где и договорились о создании группы. Первая репетиция состоялась 30 марта 1994 года, а первый концерт, полностью акустический, «Хмели-Сунели» отыграли 22 июня, на летнее солнцестояние, в университете, там же, где и репетировали.
С 1995 года «Хмели-Сунели» почти всегда ездили на хипповские фестивали «Рэйнбоу», пропустив только один.
В июне 1995 года «Хмели-Сунели» (Чичерин и Утемов) выступили на питерском фестивале русского акустического андеграунда «Редкая Птица». Тогда же в Санкт-Петербурге они играли на квартире у Михаила Сапеги и в ставке митьков.
В 1996 году группа выступила на первом фестивале «Rock-Line».
В 1997 году Никита Балашов издал первый и единственный альбом группы. 
В 1999 году солист группы Евгений Чичерин покончил жизнь самоубийством.
Алексей Утемов и Елена Ипанова некоторое время регулярно выступали в ирландском пабе города Перми. Затем Елена Ипанова стала сотрудничать с певицей Умкой.

## Состав группы
- Евгений Чичерин — вокал, гитара
- Алексей Утемов — баян, мандолина, варган и пр.
- Александр (Мех) Механошин — бас, гитара
- Елена Ипанова — скрипка, мандолина
- Валерий Черноок — ударные, перкуссии

### Также в разное время в деятельности группы участвовали
- Петр Кудымов — ударные, перкуссии
- Дмитрий Чирков — гитара
- Алексей Мехоношин — гитара
- Дмитрий Анапов — перкуссия

## Дискография
- 1997 — «Хмели-Сунели»
- 1998 — «Концерт в Перми»